# Moskwitsch-2140
Der Moskwitsch-2140 (russisch Москви́ч-2140, auch АЗЛК-2140 «Москви́ч», deutsche Transkription: ASLK-2140 „Moskwitsch“, englische Transkription AZLK-2140 “Moskvich”), mit der Verkaufsbezeichnung Moskwitsch 1500, ist eine Limousine, die von ASLK ab 1975 gebaut wurde. Der Kombiwagen trug die Bezeichnung Moskwitsch-2137. Nachfolger wurde der ab 1986 gefertigte Moskwitsch-2141.
Parallel zum Moskwitsch-2140 wurde eine Variante mit dem alten 50 PS-OHV-Motor als Moskwitsch-2138 (Limousine) und Moskwitsch-2136 (Kombi) weitergebaut. Der Vorgänger Moskwitsch-412 wurde bei Ischmasch noch wesentlich länger produziert als der Moskwitsch-2140, dessen Produktion in Moskau 1988 endete.

## Beschreibung

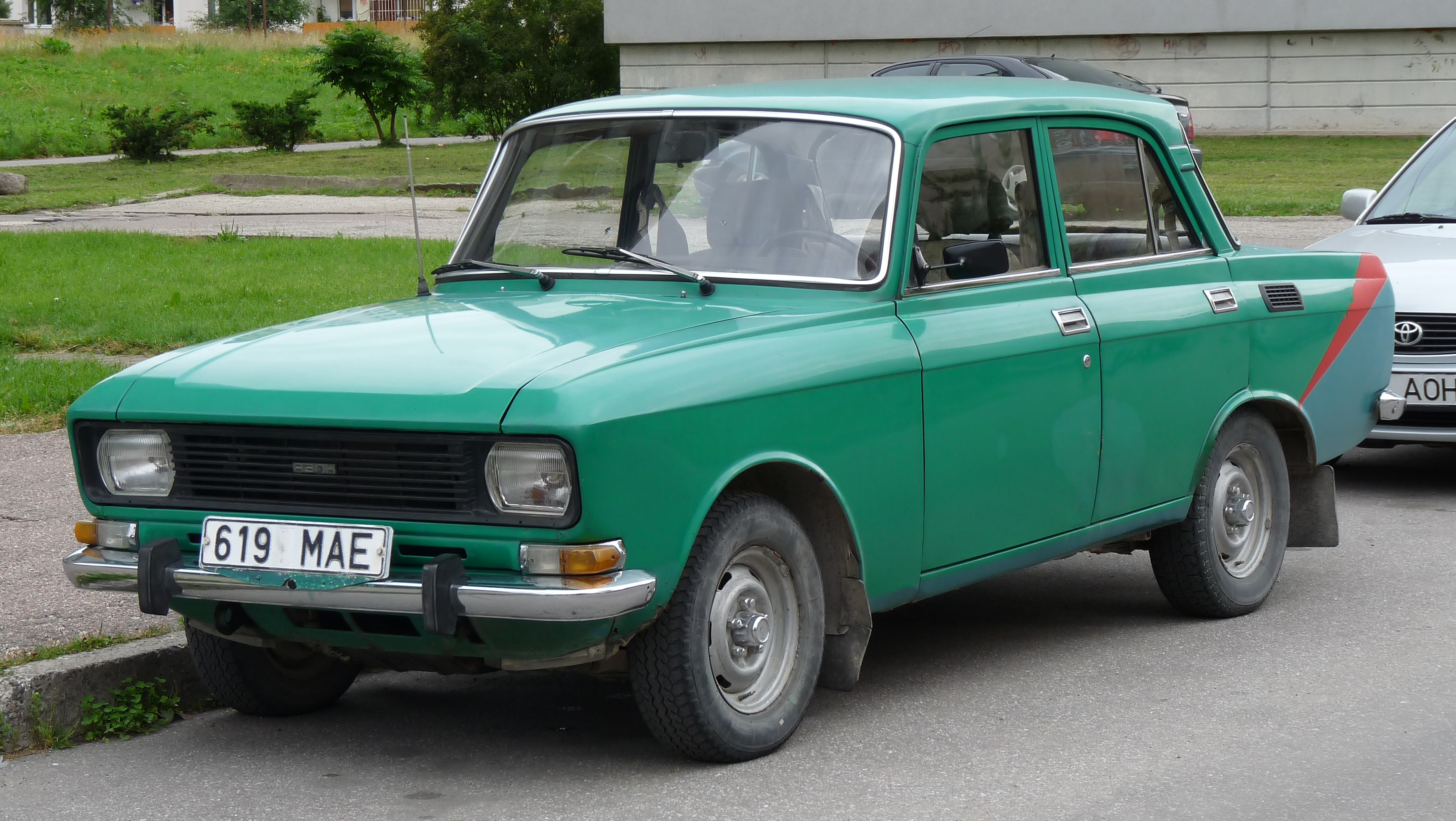
Moskwitsch-2140 (1982–1988), Vorderansicht

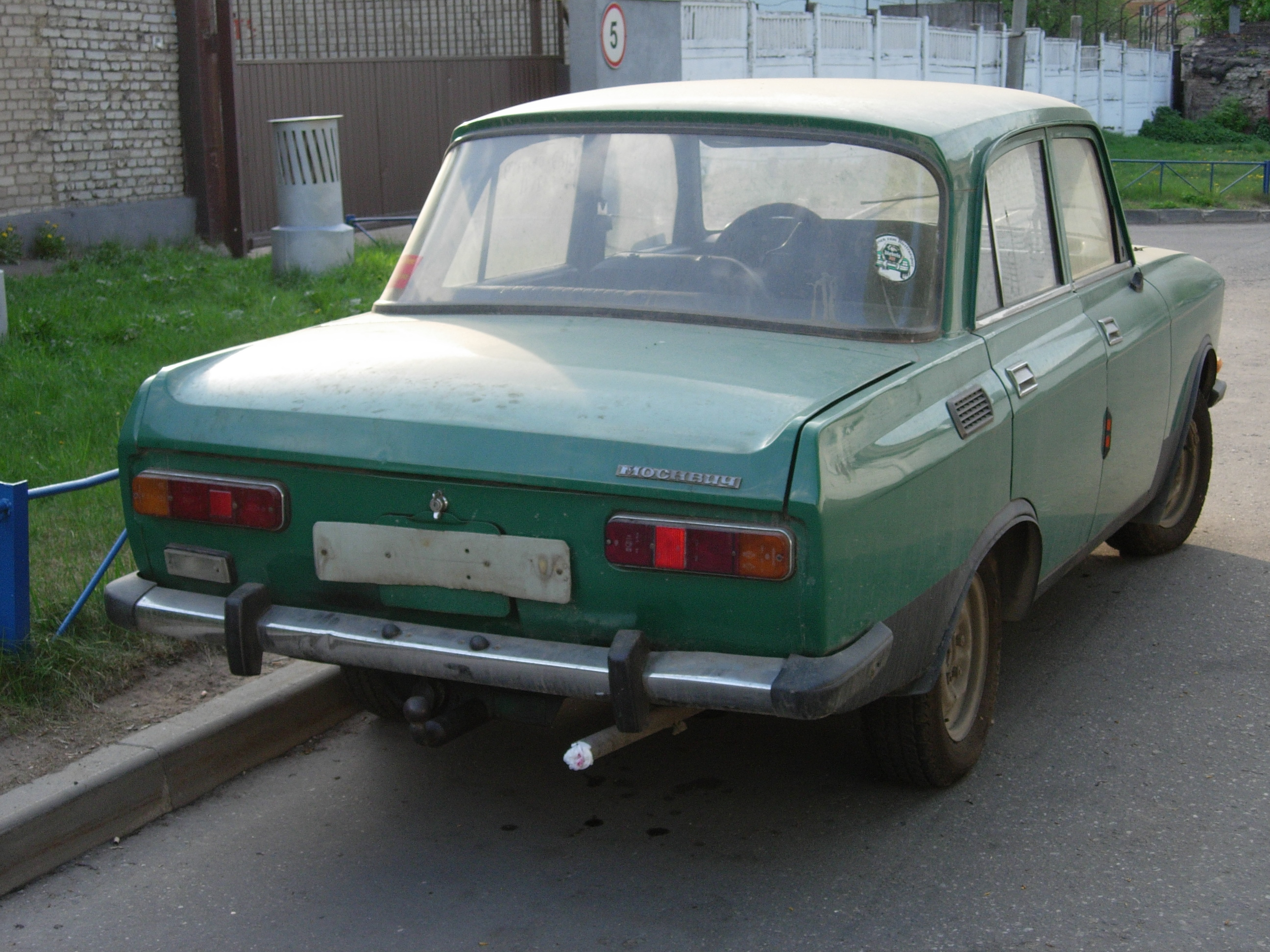
Moskwitsch-2140 (1982–1988), Heckansicht

### Unterschiede zum Vorgängertyp
Der Moskwitsch-2140 wurde 1976 in die Serienproduktion übernommen und sollte den Moskwitsch-412 ersetzen, der im Anschluss bei Ischmasch noch bis 2001 gebaut wurde. Das Fahrzeug basiert in großen Teilen auf seinem Vorgänger und galt daher bereits zu Produktionszeiten als technisch veraltet. An der Karosserie erfolgten im Front- und Heckbereich behutsame Retuschen, die den Moskwitsch insgesamt sachlicher erscheinen ließen. Anteil daran hatte vor allem der neue Kühlergrill aus schwarzem Kunststoff und die horizontal angeordneten Rückleuchten. Die bisherigen Heckflossen waren jetzt nur noch andeutungsweise zu sehen und traten gestalterisch in den Hintergrund. In der Seitenansicht beschränkte sich die Modernisierung auf die mit einer Kunststoffblende abgedeckten Austrittsöffnungen der Innenraumentlüftung in den hinteren Kotflügeln und versenkte Türgriffe. Die auf 4,25 m angewachsene Länge des Moskwitsch ging im Wesentlichen auf die Stoßstangenhörner zurück.
Den größten Fortschritt gab es bei der Fahrzeugsicherheit, bei der zum internationalen Stand der Technik aufgeschlossen wurde: Instrumententafel und Lenkrad wurden gänzlich neu gestaltet und boten – anders als alle anderen damals im Ostblock hergestellten Pkw – einen zeitgemäßen Aufprallschutz. Auch die serienmäßigen Kopfstützen an den Vordersitzen mit langen Sitzlehnen waren ein Novum. Die Sicherheit des Bremssystems wurde durch Scheibenbremsen an den Vorderrädern, einen verbesserten Bremskraftverstärker, einen lastabhängigen Bremsdruckbegrenzer an den Hinterrädern und die Zweikreis-Aufteilung nach HT-Schema erhöht.

### Technik
Das Fahrzeug ist eine viertürige Limousine mit selbsttragender Karosserie, längs eingebautem Frontmotor und Hinterradantrieb. Die Vorderräder sind an je zwei ungleich langen Dreiecksquerlenkern mit Schraubenfedern und hydraulischen Teleskopstoßdämpfern aufgehängt. Die Hinterachse ist eine Starrachse, die an längs eingebauten Blattfedern aufgehängt ist. Serienmäßig hat der Moskwitsch eine Schneckenlenkung, ab 1985 war auf Wunsch auch eine Zahnstangenlenkung lieferbar. Die Bremsanlage ist eine servounterstützte hydraulische Zweikreisbremsanlage mit Scheibenbremsen an den Vorderrädern und Trommelbremsen an den Hinterrädern. Die mechanisch betätigte Feststellbremse wirkt auf die Hinterräder. Standardmäßig hat der Wagen Räder der Dimension 13 in (330 mm).
Angetrieben wird der Moskwitsch von einem flüssigkeitsgekühlten Ottomotor mit vier in Reihe angeordneten Zylindern. Er hat einen Hubraum von 1478 cm3 und leistet 55 kW bei 5800 min−1, das maximale Drehmoment von 112 N·m wird bei 3400 min−1 abgegeben. Das Gemisch wird mit einem Vergaser aufbereitet. Im Zeitraum 1977/78 wurde ein neuer Vergaser eingeführt, der mit dem der Lada-Typen weitgehend identisch war. Die von einer Steuerkette angetriebene Nockenwelle ist in den Zylinderkopf eingebaut (OHC) und betätigt die Ventile über Kipphebel. Ein- und Auslass liegen gegenüber auf verschiedenen Seiten des Motors.
Zündverteiler und die Ölpumpe der Nasssumpfschmierung sitzen an den Enden einer schrägstehenden Welle, die von der Kurbelwelle über Schraubenräder angetrieben wird.
Vom Motor wird das Drehmoment über eine Einscheibentrockenkupplung und ein manuell zu schaltendes Vierganggetriebe mit H-Knüppelschaltung auf die Hinterräder übertragen. Die Höchstgeschwindigkeit ist mit 140 km/h angegeben, der Kraftstoffverbrauch mit rund 8,8 l/100 km.
Die elektrische Anlage des Moskwitsch-2140 wies einige konstruktive Besonderheiten auf, darunter Relais für das Umschalten von Abblend- auf Fernlicht, was ein verlustarmes Anliegen der Bordnetzspannung am Scheinwerfer ermöglichte. Eine weitere Besonderheit war ein kombiniertes Blink-Warnblink-Relais, wobei die Steckdose für Anhängerbetrieb an einen dafür vorgesehenen Sonderanschluss anzuschließen war.

## Modellvarianten
Den Moskwitsch-2140 gab es in verschiedenen Modellvarianten und Modifikationen, die Liste erhebt keinen Anspruch auf Vollständigkeit.
- Moskwitsch-2137 – Modell als Kombi, technisch ansonsten weitgehend baugleich zur Limousine (identische Achsübersetzung, aber kürzere/härtere Blattfedern hinten)[11]
- Moskwitsch-2140 – Grundmodell (Limousine), gebaut von 1975/76 bis 1988.
- Moskwitsch-21401 – Mit Spezialausrüstung als Ambulanzwagen.
- Moskwitsch-21403 – Mit Handsteuerung für Kriegsversehrte.
- Moskwitsch-21406 – Für den Einsatz in ländlichen Gebieten. Der Motor wurde auf 68 PS (50 kW) gedrosselt und vertrug dadurch Benzin mit 76 Oktan, gleichzeitig wurde die Bremsanlage auf Trommelbremsen zurückgerüstet und die Federung verbessert, zudem wurden stabile Abschlepphaken angebracht.
- Moskwitsch-2140-117 „Ljuks“ – Auch als Moskwitsch-2140SL oder Moskwitsch-1500SL bezeichnet, mit gehobener Innenausstattung.
- Moskwitsch-2734 – Lieferwagen auf Basis des Kombis mit geschlossener Karosserie und nur zwei Sitzplätzen.

Auf der Leipziger Frühjahrsmesse 1979 wurde der im Detail modifizierte Moskwitsch-2140SR ausgestellt, dessen Produktionsbeginn für 1980 beabsichtigt war. Optisch hob sich der Wagen durch Verzicht auf Chromschmuck sowie einen Frontspoiler ab. Zudem gab es einen größeren Außenspiegel, eine heizbare Heckscheibe und verbesserte Innenausstattung. Dieses Modell wurde jedoch nie in die Serienfertigung übernommen, ab 1980 wurde stattdessen der Moskwitsch-2140SL mit gehobener Innenausstattung gebaut.

## Technische Daten
Für die Grundversion Moskwitsch-2140 mit Stand 1979.
- Motor: Vierzylinder-Ottomotor
- Motortyp: „Moskwitsch-412“
- Leistung: 75 PS (55 kW) bei 5800 min−1
- Hubraum: 1478 cm³
- Bohrung: 82,0 mm
- Hub: 70,0 mm
- Verdichtung: 8,8:1
- Drehmoment: 112 Nm bei 3000–3800 min−1
- Zündfolge: 1–3–4–2
- Treibstoff: Benzin mit (mindestens) 93 Oktan
- Tankinhalt: 46 l
- Normverbrauch: 8,8 l/100 km bei konstanten 80 km/h
- Kupplung: Einscheiben-Trockenkupplung
- Getriebe: handgeschaltetes Viergang-Getriebe mit Rückwärtsgang, Rückwärtsgang unsynchronisiert
- Höchstgeschwindigkeit: 140 km/h
- Beschleunigung: von 0 auf 100 km/h in 20 s
- Bremsweg aus 80 km/h: 42,6 m
- Bordspannung: 12 V
- Anlasser: Typ ST117-A
- Vergaser: Typ 2101 oder K-126N
- Antriebsformel: 4×2 (Hinterradantrieb)

Abmessungen und Gewicht
- Länge: 4250 mm
- Breite: 1550 mm
- Höhe: 1480 mm
- Radstand: 2400 mm
- Spurweite vorne: 1270 mm
- Spurweite hinten: 1270 mm
- Bodenfreiheit: 173 mm
- Wendekreis: 11,4 m Durchmesser
- Reifendimension: 165-330 (6,45–13″)
- Leergewicht: 1080 kg
- zulässiges Gesamtgewicht: 1480 kg
- Achslast vorne: 682 kg
- Achslast hinten: 798 kg
- Sitzplätze: 5
- zulässige Anhängelast:
  - ungebremst: 300 kg
  - gebremst: 600 kg

## Testberichte
Die KFT lobte die verbesserte Ausstattung und das Sicherheitsplus des Moskwitsch-2140. Die als moralisch verschlissen bezeichnete Karosserie sei durch die kleinen Retuschen wieder erstaunlich ansprechend geworden. Kritisch wurde das veraltete Fahrwerk bewertet. Der Querstabilisator an der Vorderachse habe das ausgeprägt untersteuernde Eigenlenkverhalten des Moskwitsch' sogar noch verstärkt, was zusammen mit den Kursabweichungen bei jeder Federbewegung und der unpräzisen Lenkung dazu führe, dass ein Fahren ohne ständige Lenkkorrekturen kaum möglich sei. Hinzu kamen schlampige Achseinstellungen ab Werk. Die Vorderachsgeometrie des Testwagens war derart abweichend, dass der gesamte Vorderachsträger gewechselt werden musste. Der an sich moderne Motor zeigte, vermutlich bedingt durch Fertigungsmängel, deutliche Defizite bei der Gemischaufbereitung und -verteilung. Dies äußerte sich in einem sehr unrunden Warmlaufverhalten, einer ausgeprägten Klingelneigung und schlechtem Übergangsverhalten. Positiv waren die überzeugende Leistungsentfaltung bei hohen Drehzahlen, die eine gestoppte Höchstgeschwindigkeit von 142 km/h zuließ, sowie der noch akzeptable Kraftstoffverbrauch von 10,4 l/100 km.
Der ab 1977 importierte Kombi Moskwitsch-2137 wurde recht stark kritisiert. Weder optisch noch funktionell würde das Fahrzeug die Modernisierung der Limousine mittragen oder als durchdacht gelten können, stattdessen fanden sich anarchonistische Details wie das Öffnen der außen angeschlagenen Heckklappe ohne jegliche Feder-Unterstützung und die Auskleidung des Laderaums mit Pappe. Bauliche Besonderheiten des Kombis führten zu zahlreichen Klappergeräuschen. Die Fahrleistungen entsprachen nicht den Erwartungen, trotz identischer Übersetzung wie bei der Limousine wurden nur 129,5 km/h als Höchstgeschwindigkeit gemessen, und der Durchschnittsverbrauch lag bei 11,4 l/100 km. Das Fahrzeug wies eine Anzahl erheblicher Mängel auf, darunter undichte Türen, nicht angeschlossener Scheibenwischer und defektes Schloss in der Fahrertür. Wegen Qualitätsproblemen musste das Lenkgetriebe bereits nach 2500 km instand gesetzt werden. Die KFT hielt angesichts solcher Mängel an einem Neuwagen fest, sie „diskreditieren den Moskwitsch in ungebührlicher Weise“. Als Zugfahrzeug für Wohnwagen überzeugte der von Fertigungsmängeln befreite Kombi schon eher und wegen den steiferen Hinterachsfedern auch mehr als die Limousine. Überhaupt kamen im Anhängerbetrieb eher die Qualitäten der Allwegtauglichkeit, etwa auf hügeligen Campingplätzen und Waldwegen, zur Geltung. Auch die gut dosierbare und wirksame Bremse mit geringen Pedalkräften überzeugte. Hinzu kam der günstige Drehmomentverlauf des durchaus leistungsstarken Motors, der inzwischen (km-Stand 6000) auch eine bessere Höchstgeschwindigkeit ermöglichte (solo 137 km/h).

## Import durch die DDR
Schon das Vorgängermodell Moskwitsch-412 polarisierte und war trotz allgemeinen Pkw-Mangels in der DDR zeitweise ohne Wartezeiten erhältlich. Der Neupreis des Moskwitsch-2140 blieb trotz der erkennbaren Verbesserungen gegenüber dem Moskwitsch-412 in der DDR unverändert bei 18.500 Mark und damit niedriger als für den preiswertesten Lada. 1979 wurde der Import von Moskwitsch-Pkw in die DDR beendet.